# Törmäsjärvi (sjö i Finland)
Törmäsjärvi är en sjö i Finland. Den ligger i kommunen Övertorneå i landskapet Lappland, i den norra delen av landet, 700 km norr om huvudstaden Helsingfors. Törmäsjärvi ligger 103,8 meter över havet. Den är 18,87 meter djup. Arean är 8,12 kvadratkilometer och strandlinjen är 12,3 kilometer lång. Sjön  ingår i Torne älvs huvudavrinningsområde.   Den sträcker sig 3,4 kilometer i nord-sydlig riktning, och 4,0 kilometer i öst-västlig riktning.